# Tour de Lombardie 2003
La 97e édition du Tour de Lombardie s'est déroulée le 18 octobre 2003. La course a été remportée pour la deuxième année consécutive par le coureur italien Michele Bartoli. Le parcours s'est déroulé entre Côme et Bergame sur une distance de 249 kilomètres.
L'épreuve est la dernière course de la coupe du monde de cyclisme 2003.

## Récit de la course
Michele Bartoli surprend les favoris en sortant du groupe de tête sur le plat, à vingt-cinq kilomètres de l'arrivée. Il n'est suivi que par Angelo Lopeboselli. Dans la dernière ascension, Bartoli montre plus d'aisance que son partenaire d'échappée mais il n'arrive pas à le distancer. Après la descente, les deux hommes se jouent la victoire au sprint. Bartoli l'emporte. Son coéquipier Dario Frigo, sorti du groupe de chasse dans les derniers kilomètres, termine troisième

## Classement final
| Pos. | Coureur                        | Pays      | Temps              |
| ---- | ------------------------------ | --------- | ------------------ |
| 1    | Michele Bartoli                | Italie    | en 6 h 29 min 41 s |
| 2    | Angelo Lopeboselli             | Italie    | + 2 s              |
| 3    | Dario Frigo                    | Italie    | + 1 min 35 s       |
| 4    | Beat Zberg                     | Suisse    | + 1 min 47 s       |
| 5    | Miguel Ángel Martín Perdiguero | Espagne   | 1 min 47 s         |
| 6    | Cédric Vasseur                 | France    | 1 min 47 s         |
| 7    | Serhiy Honchar                 | Ukraine   | 1 min 47 s         |
| 8    | Patrik Sinkewitz               | Allemagne | 1 min 47 s         |
| 9    | Guido Trentin                  | Italie    | 1 min 47 s         |
| 10   | Michael Boogerd                | Pays-Bas  | 1 min 47 s         |